# Mambo Italiano (canción)

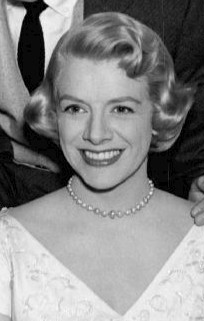
Rosemary Clooney.

«Mambo italiano» es una canción estadounidense compuesta por Bob Merrill en 1954.
La versión original es de Rosemary Clooney.

## Otros intérpretes
- Dean Martin
- Bette Midler
- Renato Carosone
- Darío Moreno
- Dany Brillant
- Cachureos
- Patrizio Buanne